# Crocidura dolichura
Crocidura dolichura е вид бозайник от семейство Земеровкови (Soricidae).

## Разпространение
Видът е разпространен в Бурунди, Габон, Демократична република Конго, Екваториална Гвинея, Камерун и Централноафриканска република.